# Julian Stöckner
Julian Stöckner (* 16. März 1989 in Rinteln) ist ein deutscher Fußballspieler.

## Werdegang
Der Innenverteidiger begann seine Karriere beim TuS Almena im lippischen Extertal und kam über den TBV Lemgo in die Jugendabteilung von Arminia Bielefeld. Dort absolvierte er 39 Spiele in der A-Junioren-Bundesliga, in denen er vier Tore erzielte. Im Jahre 2008 rückte Stöckner in den Kader der zweiten Mannschaft auf, die sich gerade für die neu geschaffene fünftklassige NRW-Liga qualifiziert hat. In der Saison 2009/10 wurde Stöckner mit der Arminia Vizemeister hinter dem SC Wiedenbrück 2000 und stieg in die Regionalliga West auf und in der folgenden Saison 2010/11 als Tabellenletzter wieder ab.
Stöckner blieb jedoch in der NRW-Liga und wechselte zum Lokalrivalen TuS Dornberg, der gerade in diese Spielklasse aufgestiegen war. Nach nur einem Jahr am Dornberger Mühlenbrink wechselte er zum SV Lippstadt 08. Dieser war gerade in die wieder eingeführte Oberliga Westfalen aufgestiegen und sicherte sich in der Saison 2012/13 die Meisterschaft und den Durchmarsch in die Regionalliga West. In der folgenden Regionalliga-Saison 2013/14 stieg Stöckner mit den Lippstädtern wieder ab, woraufhin er sich dem Regionalligisten SC Verl anschloss.
Mit den Verlern erreichte er 2015 das Finale im Westfalenpokal, dass nach Elfmeterschießen gegen die Sportfreunde Lotte verloren wurde. Im DFB-Pokal erreichte der inzwischen zum Mannschaftskapitän aufgestiegene Stöckner in der Saison 2019/20 das Achtelfinale, wo seine Mannschaft am Bundesligisten 1. FC Union Berlin scheiterte. In der Regionalliga-Saison 2019/20 wurde Stöckner mit dem SC Verl Vizemeister hinter dem SV Rödinghausen. Da Rödinghausen keine Lizenz für die 3. Liga beantragte, rückten die Verler zu den Aufstiegsspielen gegen den 1. FC Lokomotive Leipzig nach.
Beide Spiele endeten unentschieden, so dass schließlich die Auswärtstorregel den Verlern den Aufstieg in die 3. Liga brachte. Im Hinspiel unterlief Stöckner ein Eigentor. Sein Profidebüt feierte Stöckner am 19. September 2020 beim 1:1 seiner Mannschaft im Spiel beim SV Wehen Wiesbaden. Am Saisonende wechselte Stöckner zum Westfalenligisten FC Preußen Espelkamp. 

## Privates
Julian Stöcker beginnt im Sommer 2021 eine Ausbildung bei der Polizei.

## Erfolge
- Aufstieg in die 3. Liga: 2020
- Aufstieg in die Regionalliga West: 2010, 2013
- Westfalenpokalfinalist: 2015